# Comuna Codreni, Cimișlia
Comuna Codreni este o comună din raionul Cimișlia, Republica Moldova. Este formată din satele Codreni (sat-reședință) și Zloți (loc. st. c. f.).

## Demografie
Conform datelor recensământului din 2014, comuna are o populație de 639 de locuitori. La recensământul din 2004 erau 722 de locuitori.

## Administrație și politică
Componența Consiliului local Codreni (9 consilieri), ales la 5 noiembrie 2023, este următoarea:
|  | Partid                                 | Consilieri | Componență | Componență | Componență | Componență |
|  | -------------------------------------- | ---------- | ---------- | ---------- | ---------- | ---------- |
|  | Partidul Schimbării                    | 4          |            |            |            |            |
|  | Partidul Acțiune și Solidaritate       | 3          |            |            |            |            |
|  | Candidat independent VALENTIN MUNTEANU | 1          |            |            |            |            |
|  | Partidul Democrația Acasă              | 1          |            |            |            |            |